# 濮縣
濮縣是中华民国时期在山東省设置的一個縣。中华人民共和国时期撤銷，其地现已劃歸河南省。在今山東省菏澤縣北125里。

## 歷史沿革
春秋衞鄄邑；漢代置鄄城縣；晉代以後因之；隋代始於縣置濮州，以濮水為名，尋廢；唐代復置濮州；五代以後因之；明代省鄄城縣入州；清代因之。
民國二年（1913年）2月，全国废州，改濮州为濮縣。三年（1914年）6月，劃屬山東省東臨道；國民政府成立，廢道，直屬山東省政府。黃河斜貫境內。縣城原在黃河東岸，後因河患，遷於西岸。十九年（1930年）12月，分為二縣：河西仍名濮縣，河東設置鄄城縣，二十五年（1936年）10月，復將鄄城併入。1947年，中華民國內政部编撰的《中華民國行政區域簡表》中，濮县县域面积约为1305.00平方公里，人口386945人:123。
1956年，撤消濮县，并入范县。